# Revelles
Pour les articles homonymes, voir Revelles (homonymie).
Revelles est une commune française située dans le département de la Somme, en région Hauts-de-France.

## Géographie

### Localisation
Revelles est un village picard de l'Amiénois.
À vol d'oiseau, la localité est située à 10 km au sud-ouest d'Ailly-sur-Somme, 13 km au sud-ouest d'Amiens, 35 km au sud-ouest d'Abbeville et à 45 km au nord d'Amiens.
Le territoire de la commune est limitrophe de ceux de sept communes.
Les communes limitrophes sont Clairy-Saulchoix, Creuse, Fluy, Fresnoy-au-Val, Namps-Maisnil, Pissy et Quevauvillers.

### Géologie et relief
Le territoire communal correspond à un plateau crayeux simplement creusé d'une vallée dite vallée de Gournay qui sert d'exutoire en cas de fortes pluies. Le point culminant se trouve au lieu-dit Mézerolles, du côté du moulin de Fluy.
En 1899, les puits sont alimentés par une nappe située à 85 mètres de profondeur.

### Hydrographie
La commune est située dans le bassin Artois-Picardie. Elle n'est drainée par aucun cours d'eau.

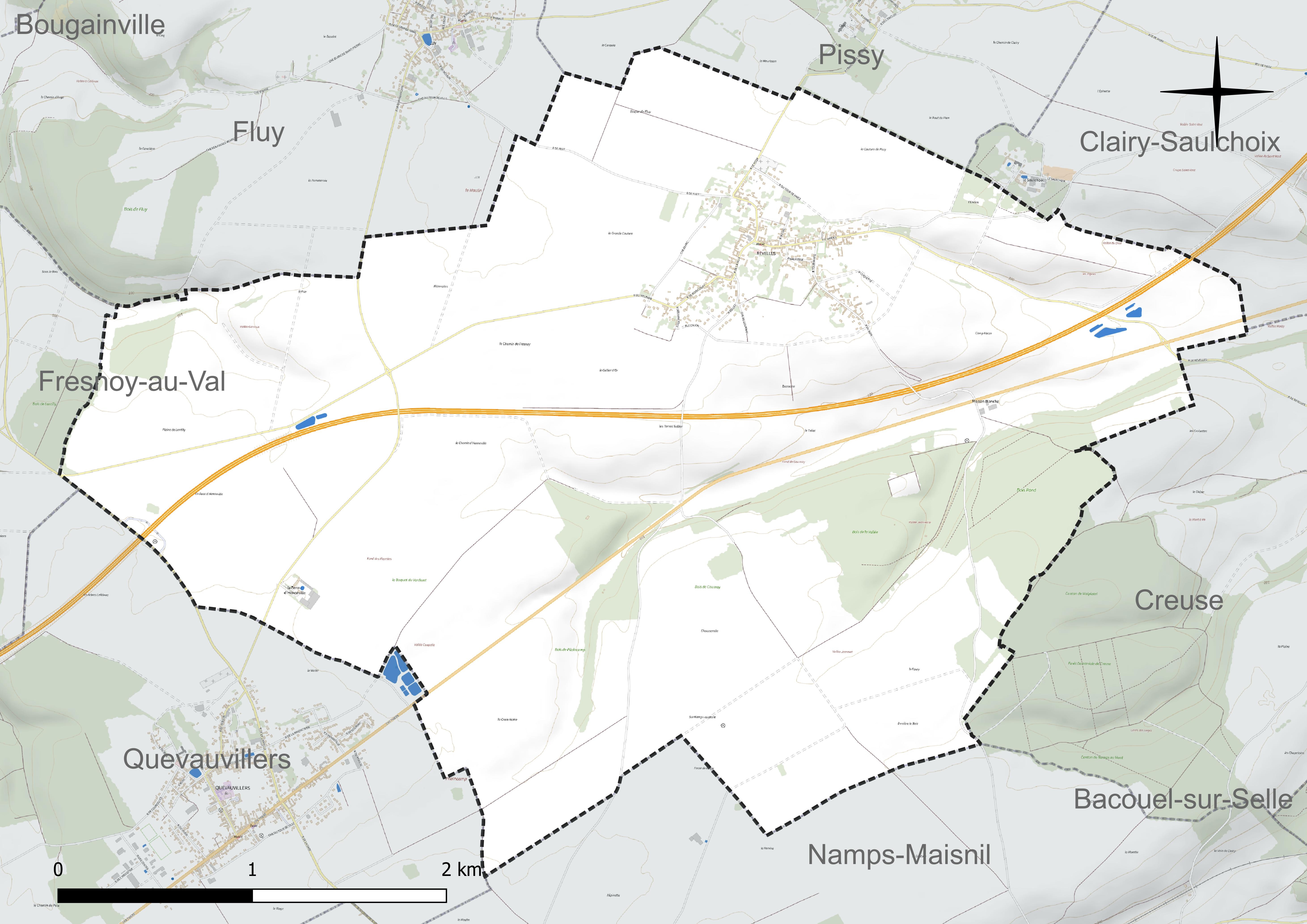
Réseau hydrographique de Revelles.

### Climat
Pour des articles plus généraux, voir Climat des Hauts-de-France et Climat de la Somme.
En 2010, le climat de la commune est de type climat océanique dégradé des plaines du Centre et du Nord, selon une étude du CNRS s'appuyant sur une série de données couvrant la période 1971-2000. En 2020, Météo-France publie une typologie des climats de la France métropolitaine dans laquelle la commune est exposée à un climat océanique et est dans une zone de transition entre les régions climatiques « Nord-est du bassin Parisien » et « Côtes de la Manche orientale ».
Pour la période 1971-2000, la température annuelle moyenne est de 10,4 °C, avec une amplitude thermique annuelle de 14,3 °C. Le cumul annuel moyen de précipitations est de 735 mm, avec 11,6 jours de précipitations en janvier et 8,5 jours en juillet. Pour la période 1991-2020, la température moyenne annuelle observée sur la station météorologique la plus proche, située sur la commune de Glisy à 20 km à vol d'oiseau, est de 11,1 °C et le cumul annuel moyen de précipitations est de 646,6 mm,. Pour l'avenir, les paramètres climatiques de la commune estimés pour 2050 selon différents scénarios d'émission de gaz à effet de serre sont consultables sur un site dédié publié par Météo-France en novembre 2022.

## Urbanisme

### Typologie
Au 1er janvier 2024, Revelles est catégorisée commune rurale à habitat dispersé, selon la nouvelle grille communale de densité à sept niveaux définie par l'Insee en 2022.
Elle est située hors unité urbaine. Par ailleurs la commune fait partie de l'aire d'attraction d'Amiens, dont elle est une commune de la couronne,. Cette aire, qui regroupe 369 communes, est catégorisée dans les aires de 200 000 à moins de 700 000 habitants,.

### Occupation des sols
L'occupation des sols de la commune, telle qu'elle ressort de la base de données européenne d'occupation biophysique des sols Corine Land Cover (CLC), est marquée par l'importance des territoires agricoles (89,1 % en 2018), en diminution par rapport à 1990 (89,9 %). La répartition détaillée en 2018 est la suivante : 
terres arables (86,9 %), forêts (8 %), zones urbanisées (2,9 %), zones agricoles hétérogènes (2,2 %). L'évolution de l'occupation des sols de la commune et de ses infrastructures peut être observée sur les différentes représentations cartographiques du territoire : la carte de Cassini (XVIIIe siècle), la carte d'état-major (1820-1866) et les cartes ou photos aériennes de l'IGN pour la période actuelle (1950 à aujourd'hui).

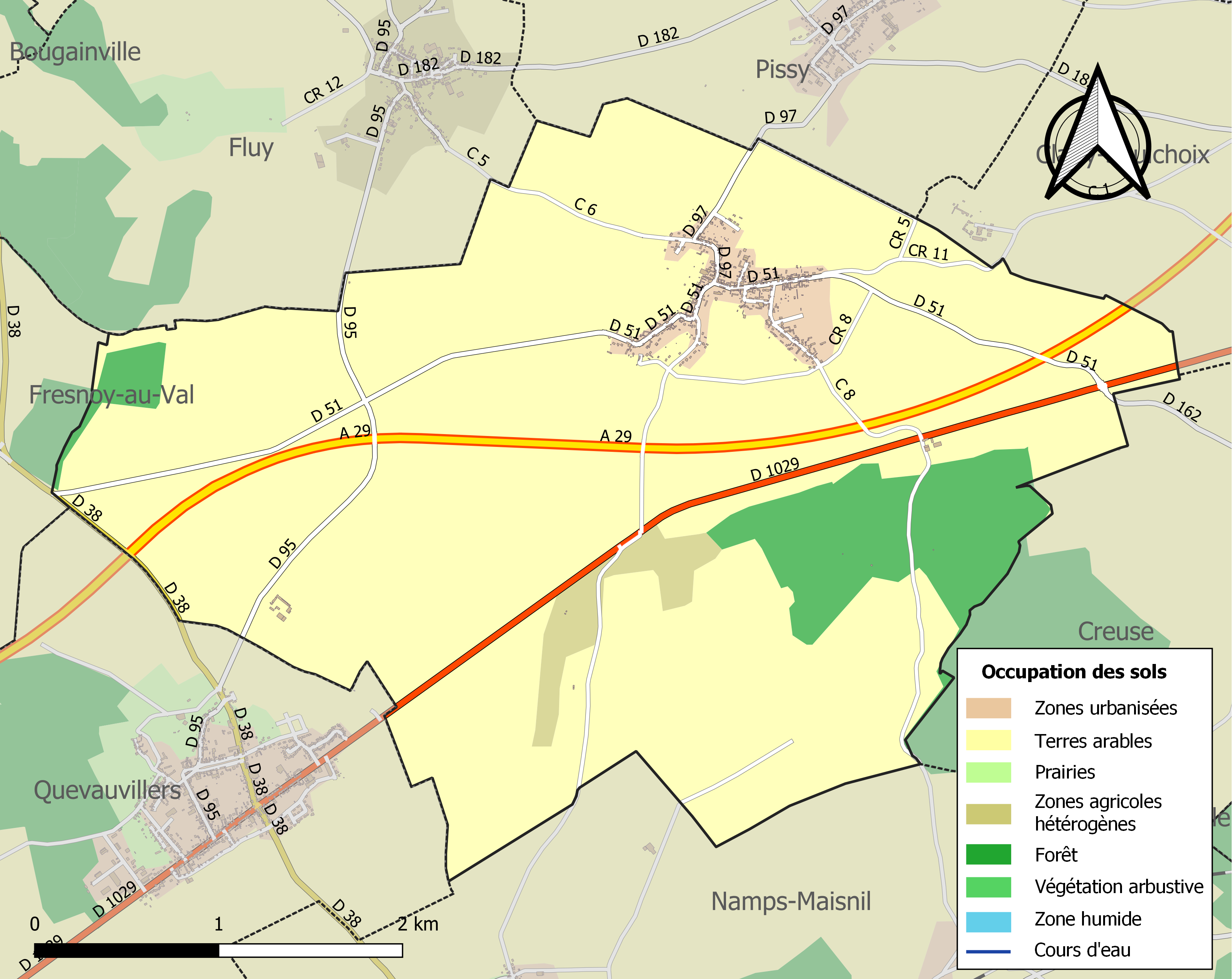
Carte des infrastructures et de l'occupation des sols de la commune en 2018 (CLC).

### Lieux-dits, hameaux et écarts
La ferme d'Henneville à trois kilomètres du chef-lieu et la maison Neuve à un kilomètre constituent des écarts à la fin du XIXe siècle.

### Habitat et logement
En 2018, le nombre total de logements dans la commune était de 237, alors qu'il était de 225 en 2013 et de 221 en 2008.
Parmi ces logements, 92,4 % étaient des résidences principales, 2,1 % des résidences secondaires et 5,5 % des logements vacants. Ces logements étaient pour 97,9 % d'entre eux des maisons individuelles et pour 0,9 % des appartements.
Le tableau ci-dessous présente la typologie des logements à Revelles en 2018 en comparaison avec celle de la Somme et de la France entière. Une caractéristique marquante du parc de logements est ainsi une proportion de résidences secondaires et logements occasionnels (2,1 %) inférieure à celle du département (8,3 %) mais supérieure à celle de la France entière (9,7 %). Concernant le statut d'occupation de ces logements, 87,6 % des habitants de la commune sont propriétaires de leur logement (89,2 % en 2013), contre 60,3 % pour la Somme et 57,5 pour la France entière.
| Typologie                                               | Revelles | Somme | France entière |
| ------------------------------------------------------- | -------- | ----- | -------------- |
| Résidences principales (en %)                           | 92,4     | 83,3  | 82,1           |
| Résidences secondaires et logements occasionnels (en %) | 2,1      | 8,3   | 9,7            |
| Logements vacants (en %)                                | 5,5      | 8,4   | 8,2            |

### Voies de communication et transports
En 2019, la localité est desservie par les lignes de bus du réseau Trans'80, chaque jour de la semaine, sauf le dimanche et les jours fériés. Depuis 2019, elle est également desservie par la ligne de transport à la demande no Resago 63 du réseau Ametis de transports en commun d'Amiens.

## Toponymie
Le nom latinisé de Revellum a été relevé. Revela, Revele, Revella sont également mentionnés. L'étymologie pourrait venir de rebelles, sédition, gens de mauvaise vie selon les écrits  de Florent Ledieu.

## Histoire

### Antiquité
La voie romaine qui allait d'Amiens à Rouen traversait la commune.
Une implantation gallo-romaine est attestée sur le territoire de la commune par les fouilles réalisées pour le tracé de l'autoroute A29 ou E44.

### Moyen Âge
L'église est signalée dès 1162. Elle est reconstruite en 1734.
Les fiefs de Guisonville, Roussicourt, Henneville, Gournay et Coupelle sont mentionnés. Le bois de Guisonville est vendu au chapitre d'Amiens en 1216 par Guy, « maire », avec le consentement du seigneur, Jean de Riencourt.

### Temps modernes
En décembre 1589, la duchesse de Longueville est arrêtée à Revelles alors qu'elle tente d'échapper aux autorités d'Amiens.
Au milieu du XIXe siècle, Revelles a compté jusqu'à six moulins. L'un d'entre eux est encore en service à la fin du XIXe siècle.
Des réquisitions allemandes sont imposées au village lors de guerre franco-allemande de 1870, avant la bataille de Dury du 27 novembre 1870.

## Politique et administration

### Rattachements administratifs et électoraux

#### Rattachements administratifs
La commune se trouve dans l'arrondissement d'Amiens du département de la Somme.
Elle faisait partie depuis 1801du canton de Molliens-Dreuil. Dans le cadre du redécoupage cantonal de 2014 en France, cette circonscription administrative territoriale a disparu, et le canton n'est plus qu'une circonscription électorale.

#### Rattachements électoraux
Pour les élections départementales, la commune est membre depuis 2014 du  canton d'Ailly-sur-Somme
Pour l'élection des députés, elle fait partie de la troisième circonscription de la Somme.

### Intercommunalité
Revelles est membre depuis 2004 de la communauté d'agglomération Amiens Métropole, un établissement public de coopération intercommunale (EPCI) à fiscalité propre créé en 2000 et auquel la commune a transféré un certain nombre de ses compétences, dans les conditions déterminées par le code général des collectivités territoriales.

### Liste des  maires
| Période                                  | Période                      | Identité                                                         | Étiquette | Qualité                                                                                |
| ---------------------------------------- | ---------------------------- | ---------------------------------------------------------------- | --------- | -------------------------------------------------------------------------------------- |
| Les données manquantes sont à compléter. |                              |                                                                  |           |                                                                                        |
| 1800                                     | 1808                         | Félix Alexis Bellet                                              |           |                                                                                        |
| 1864                                     | 1870                         | Auguste Clément Simon Vauchelet (1835 à Arras - 1902 à Revelles) |           | +                                                                                      |
| 1888                                     | 1902                         | Auguste Clément Simon Vauchelet                                  |           |                                                                                        |
| 1902                                     | 1920                         | Joseph Hitier (1865 à Revelles - 1930 à Paris)                   |           | Juriste et agronome Neveu de Vauchelet Officier de la Légion d'honneur Croix de guerre |
| Les données manquantes sont à compléter. |                              |                                                                  |           |                                                                                        |
| 1935                                     | 1977                         | Marcel Hoël                                                      |           |                                                                                        |
| 1977                                     | 1995                         | Thérèse Carpentier                                               |           |                                                                                        |
| mars 2001                                | 2008                         | François Foré                                                    |           |                                                                                        |
| mars 2008                                | En cours (au 8 octobre 2020) | Jean-Marc Jovelet                                                |           | Réélu pour le mandat 2020-2026,                                                        |

## Équipements et services publics

### Enseignement
L'enseignement primaire est organisé en collaboration avec les communes de Fluy et Bougainville, au sein d'un regroupement pédagogique intercommunal.

## Population et société

### Démographie
L'évolution du nombre d'habitants est connue à travers les recensements de la population effectués dans la commune depuis 1793. Pour les communes de moins de 10 000 habitants, une enquête de recensement portant sur toute la population est réalisée tous les cinq ans, les populations de référence des années intermédiaires étant quant à elles estimées par interpolation ou extrapolation. Pour la commune, le premier recensement exhaustif entrant dans le cadre du nouveau dispositif a été réalisé en 2007.

En 2022, la commune comptait 518 habitants, en évolution de −1,15 % par rapport à 2016 (Somme : −1,26 %, France hors Mayotte : +2,11 %).
| 1793 | 1800 | 1806 | 1821 | 1831 | 1836 | 1841 | 1846 | 1851 |
| ---- | ---- | ---- | ---- | ---- | ---- | ---- | ---- | ---- |
| 797  | 822  | 900  | 917  | 929  | 943  | 942  | 922  | 890  |

| 1856 | 1861 | 1866 | 1872 | 1876 | 1881 | 1886 | 1891 | 1896 |
| ---- | ---- | ---- | ---- | ---- | ---- | ---- | ---- | ---- |
| 813  | 820  | 789  | 702  | 676  | 605  | 571  | 505  | 504  |

| 1901 | 1906 | 1911 | 1921 | 1926 | 1931 | 1936 | 1946 | 1954 |
| ---- | ---- | ---- | ---- | ---- | ---- | ---- | ---- | ---- |
| 460  | 415  | 370  | 369  | 324  | 284  | 285  | 329  | 292  |

| 1962 | 1968 | 1975 | 1982 | 1990 | 1999 | 2006 | 2007 | 2012 |
| ---- | ---- | ---- | ---- | ---- | ---- | ---- | ---- | ---- |
| 355  | 346  | 362  | 396  | 466  | 506  | 532  | 537  | 547  |

| 2017 | 2022 | - | - | - | - | - | - | - |
| ---- | ---- | - | - | - | - | - | - | - |
| 515  | 518  | - | - | - | - | - | - | - |

### Manifestations culturelles et festivités

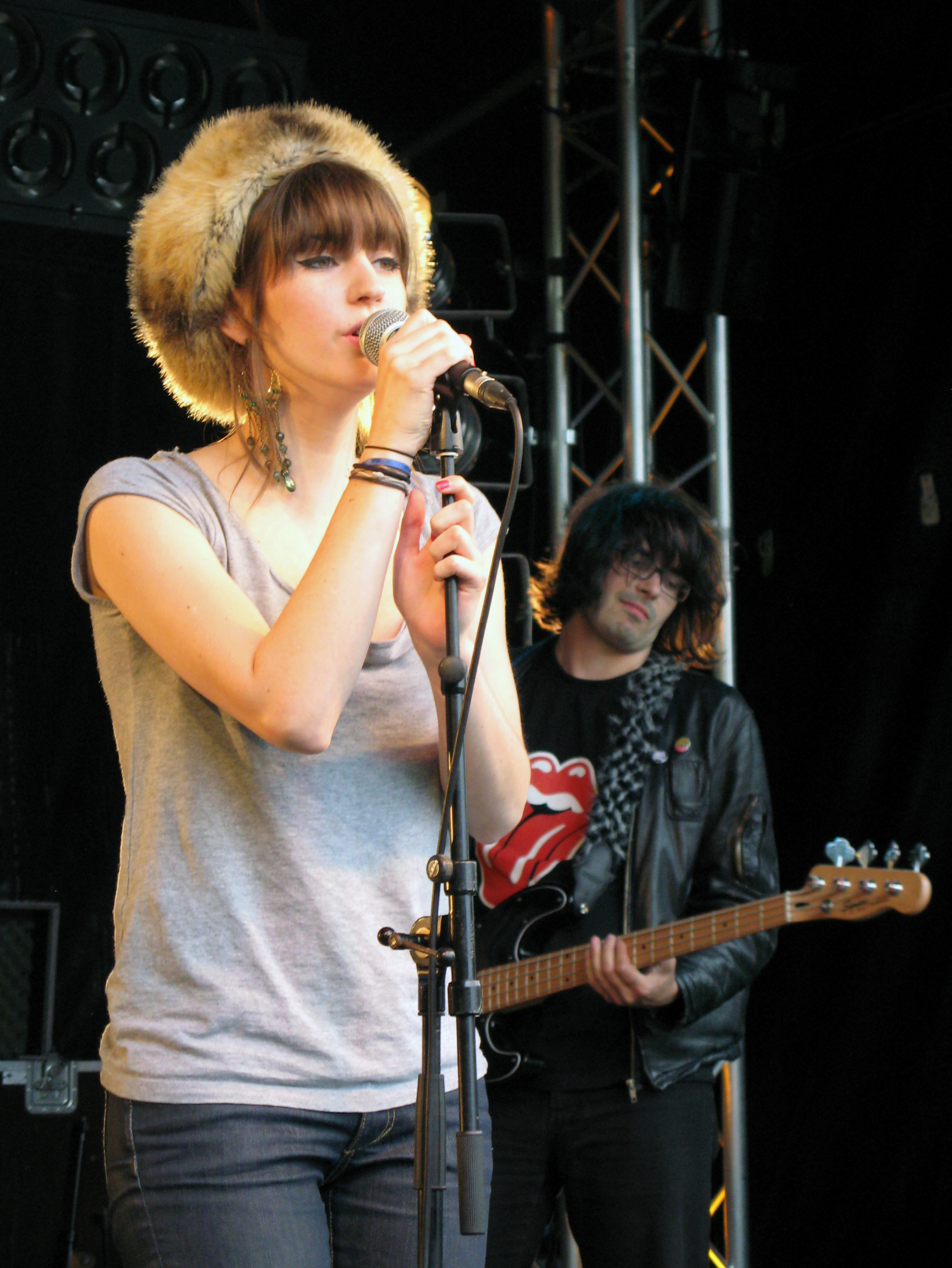
Deux des membres du groupe French Kiss, lors des 11e « Rencontres Rock'n Roll à Revelles », en juillet 2009.

- Une association locale, « Festival Rock R4 »[28], organise un festival de rock gratuit.
Depuis 2015, le festival a gagné en notoriété et accueille chaque année une dizaine de groupes locaux et des têtes d'affiche d'envergure nationale et internationale (Talisco, Mademoiselle K, Luke, Les Fatals Picards, Celkilt...). Il propose également un village restauration, un village associatif et un camping. 
L'édition 2017 a accueilli près de 8500 festivaliers sur deux jours. Pour sa vingtième édition, le Festival Rock R4 a agrandi sa surface et a fait monter sur deux grandes scènes vingt-deux groupes dont quatre têtes d'affiche : Mat Bastard, The Inspector Cluzo, Steve'n'Seagulls et No One Is Innocent[29].
La 23e édition a lieu du 8 au 10 juillet 2022 avec la guitariste Laura Cox comme tête d'affiche[30].

Le festival «Musique au bois» organise des concerts de musique classique dans l'église de Revelles en août 2020.

## Culture locale et patrimoine

### Lieux et monuments
- Église Saint-Martin.
- Monument aux morts.
- Puits de pierre.
- Chapelle funéraire de 1920, route d'Amiens[32].

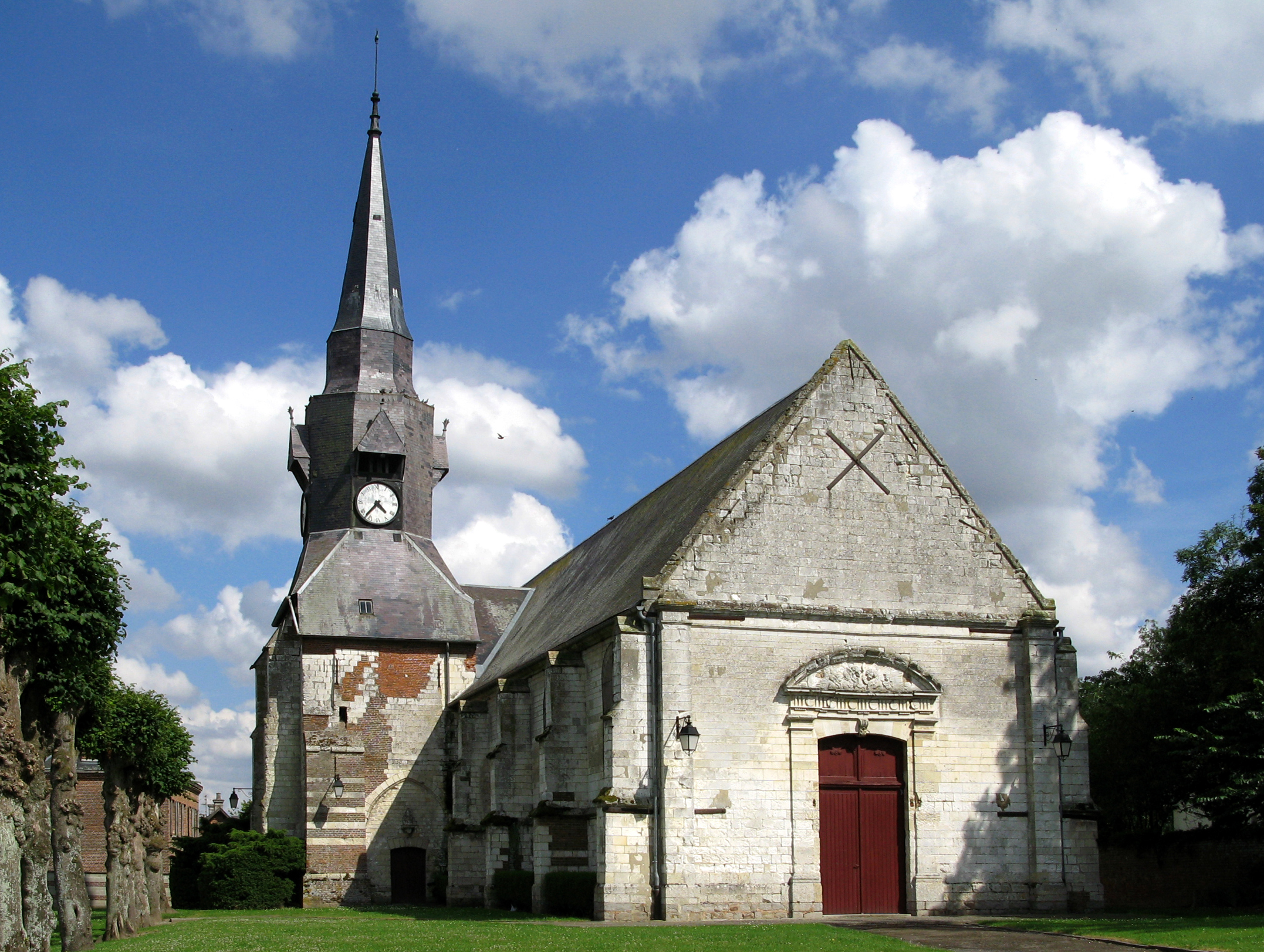
L'église.
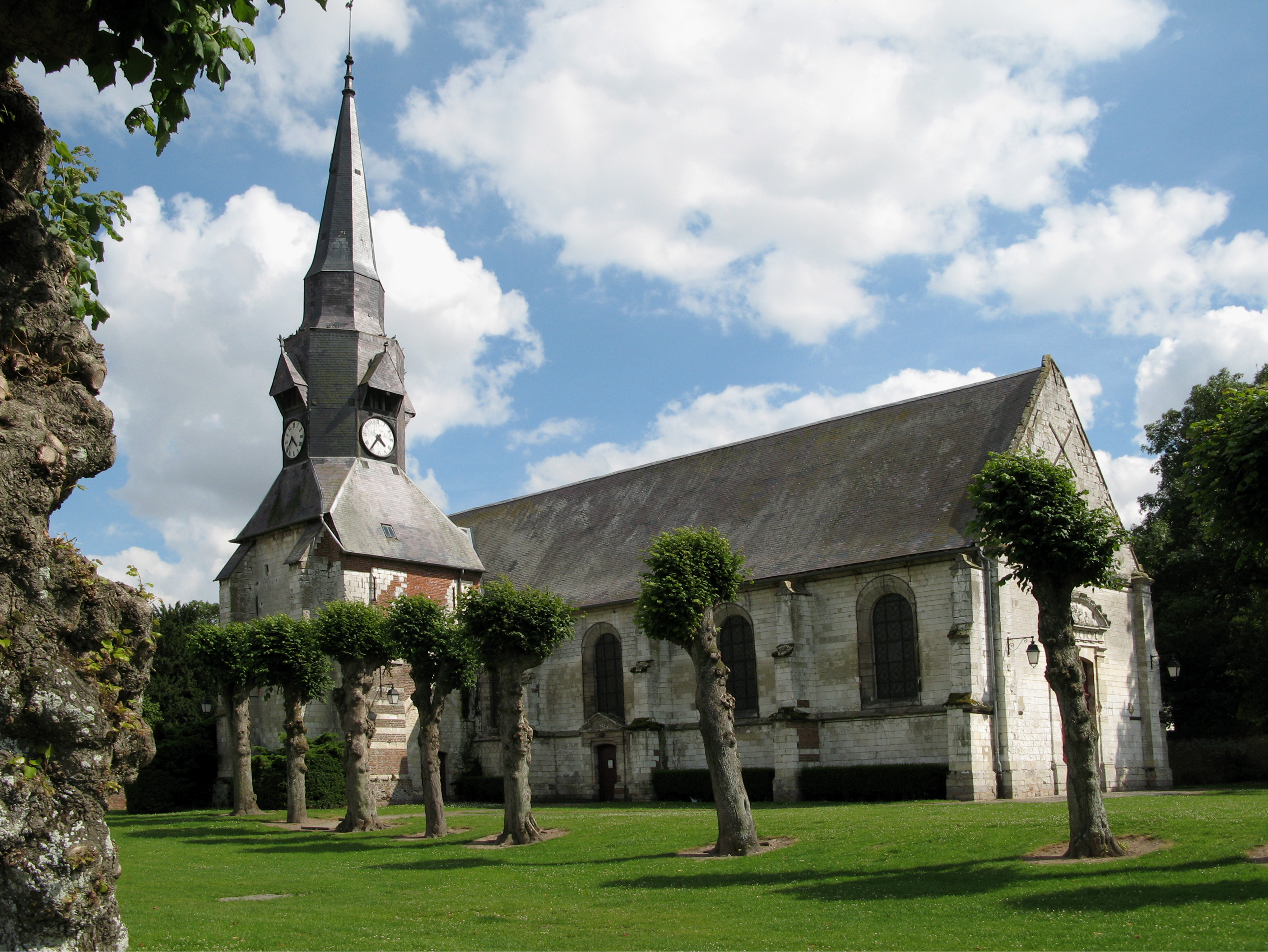
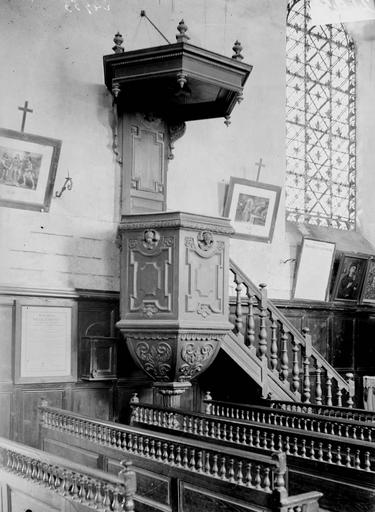
La chaire de l'église en 1914.
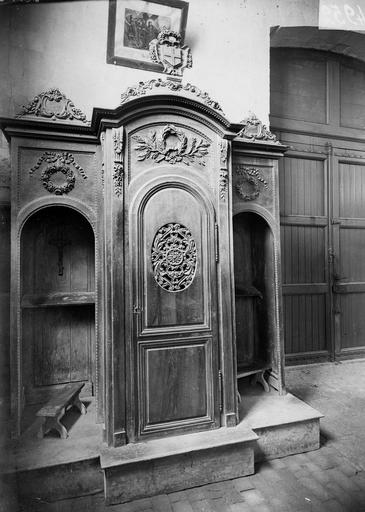
Le confessionnal en 1914.
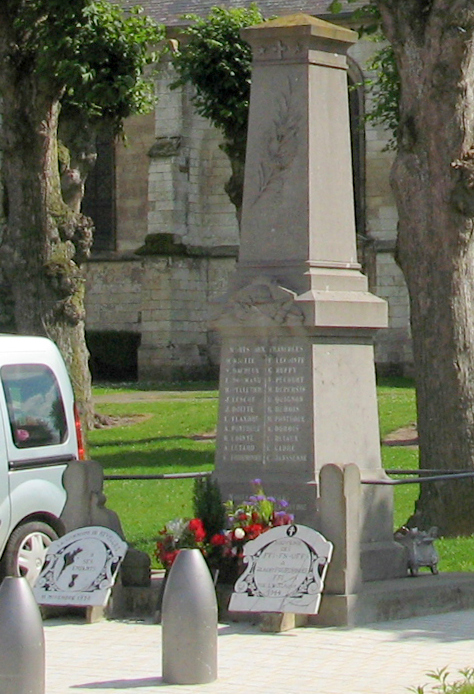
Le monument aux morts.